# Véronique Fleury
Pour les articles homonymes, voir Fleury.
Véronique Fleury est une patineuse artistique française, vice-championne de France en 1996.

## Biographie

### Carrière sportive
Véronique Fleury est vice-championne de France en 1996 à Albertville, derrière sa compatriote Surya Bonaly.
En 1996, elle représente la France aux championnats européens à Sofia et aux mondiaux à Edmonton. Elle participe également à une Coupe d'Allemagne en 1994. Elle n'est pas sélectionnée par la fédération française des sports de glace pour participer aux Jeux olympiques d'hiver.
Elle quitte les compétitions sportives en 1996.

### Reconversion
Véronique Fleury participe en 1997 à la saison 1 de la série Joséphine, ange gardien, dans l'épisode 1 intitulé Le Miroir aux enfants.
Elle est spécialiste technique dans le jugement du patinage artistique.

## Palmarès
| Compétition             | 1995    | 1996    |  |  |  |  |  |  |  |  |  |  |  |  |
| Jeux olympiques d'hiver |         |         |  |  |  |  |  |  |  |  |  |  |  |  |
| Championnats du monde   |         | 33e     |  |  |  |  |  |  |  |  |  |  |  |  |
| Championnats d’Europe   |         | 17e     |  |  |  |  |  |  |  |  |  |  |  |  |
| Championnats de France  | 7e      | 2e      |  |  |  |  |  |  |  |  |  |  |  |  |
|                         |         |         |  |  |  |  |  |  |  |  |  |  |  |  |
| Autre Compétition       | 1994/95 | 1995/96 |  |  |  |  |  |  |  |  |  |  |  |  |
| Coupe d'Allemagne       | 5e      |         |  |  |  |  |  |  |  |  |  |  |  |  |
|                         |         |         |  |  |  |  |  |  |  |  |  |  |  |  |